# الحرب العائلية الثالثة (مسلسل)
الحرب العائلية الثالثة  هو الجزء الثالث من مسلسل الحرب العائلية الثانية من إنتاج مؤسسة دبي للإعلام وعرض على تلفزيون دبي عام 2018.

## الممثلون
- احمدالجسمي في دور «خميس الخامس عشر»
- سعاد علي في دور «سعاد»
- علي الغرير في دور «عبد الرحمن»
- جمعة علي في دور «يوسف»
- أمل محمد في دور «شيخه»
- ماجد الجسمي في دور «عمر»
- خلود أحمد في دور «ميره»
- عبدالله صالح الرميثي في دور «سعيد»
- سعيد بتيجة في دور «بو ربيع»
- علي الشحي في دور «أبو محمد»
- حميد سمبيج في دور «حمد»
- نصر حماد في دور «شلبي»
- طلال محمود في دور «أحمد»